# 宾茨栈桥

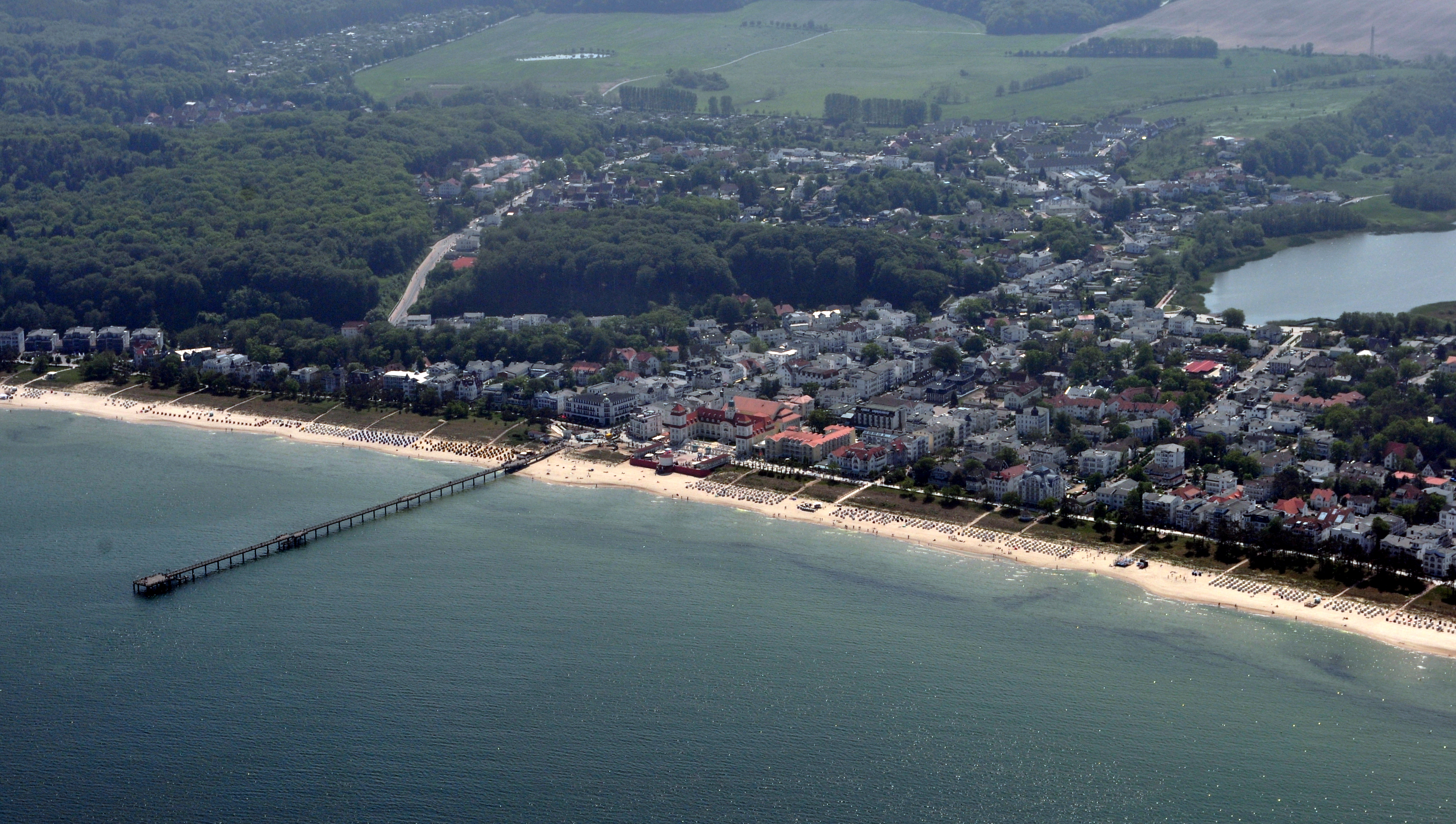
宾茨栈桥（2011年）

宾茨栈桥（德语：Seebrücke Binz）是德国梅克伦堡-前波莫瑞州宾茨海滨浴场中的一座栈桥。建于1994年，全长370米，宽3米，是吕根岛上仅次于塞林码头的第二长栈桥。

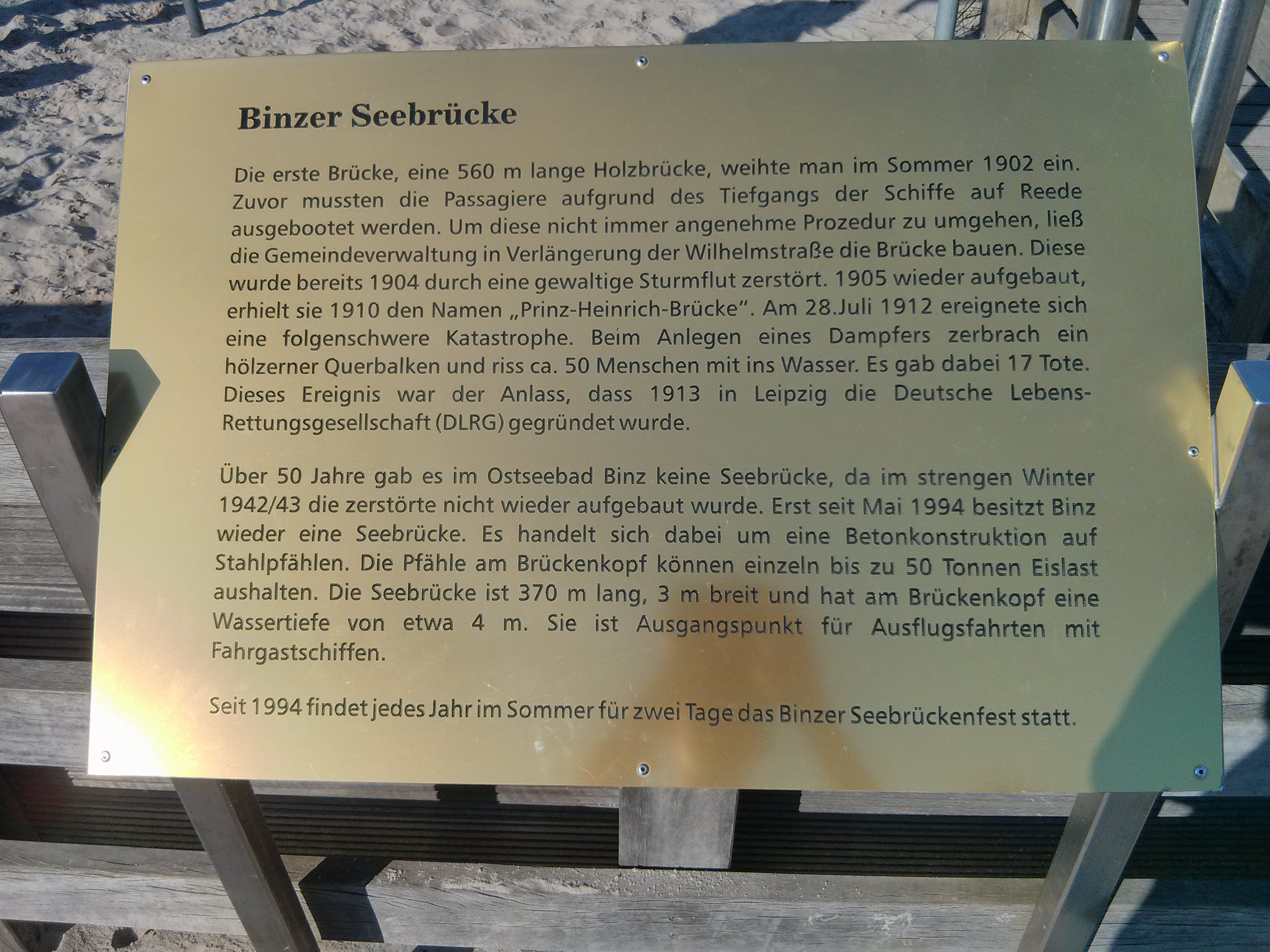
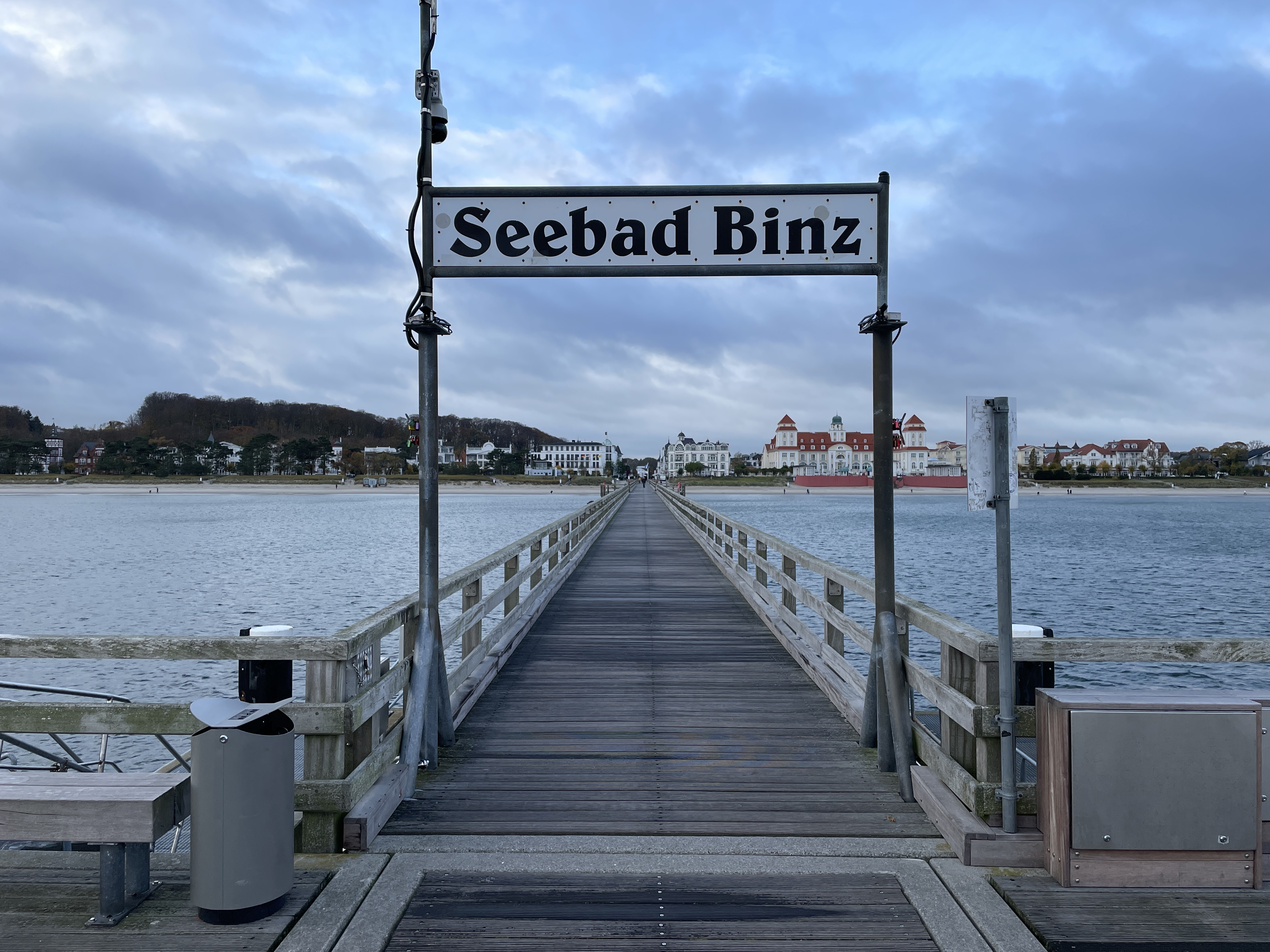